# ハインリヒ・ションブルク
ハインリヒ・ションブルク（Heinrich Schomburgk, 1885年6月30日 - 1965年3月29日）は、ドイツ・ライプツィヒ出身の男子テニス選手。1912年のストックホルム五輪で、ドロテア・ケーリング（1880年 - 1945年）と組んで混合ダブルスの金メダルを獲得した選手である。彼は1906年、ドイツ人テニス選手として最初のウィンブルドン選手権出場者になった3人の男子選手の1人でもある。フルネームは Heinrich Georg Schomburgk （ハインリヒ・ゲオルグ・ションブルク）という。

## 来歴
ションブルクはライプツィヒのスポーツクラブに所属し、サッカーでもドイツを代表する選手であった。1906年、ドイツは初めてウィンブルドン選手権に3人の男子選手を送り込み、ハインリヒ・ションブルク、R・F・カルベラー、L・クーレンカンプの3名がオールイングランド・クラブに遠征した。イギリス人歴史家ランス・ティンゲイの著書『ウィンブルドンの100年史』（100 Years of Wimbledon）では、241-243ページで「1914年までの海外遠征出場者」を網羅している。カルベラーとクーレンカンプは初戦を棄権したが、ションブルクがフランク・ライスリーとの3回戦まで進出した。ドイツテニス史上最初の挑戦者は、当時ダブルスの頂点に立っていた名手ライスリーから3ゲームしか奪えず 1-6, 2-6, 0-6 で完敗した。ションブルクのウィンブルドン参加はこの1度だけだったが、1907年以後もドイツは毎年ウィンブルドン選手権に選手を送り出していった。
ションブルクは1908年ロンドン五輪と1912年ストックホルム五輪の2大会連続で、ドイツ代表選手としてテニス競技に出場した。ロンドン五輪では、シングルスは2回戦でフランス代表のモーリス・ジェルモーに敗れ、オットー・フロイツハイムと組んだ男子ダブルスでは2回戦で南アフリカ代表のハロルド・キトソン＆ビクター・ゴーントレット組に敗れた。4年後のストックホルム五輪では、男子シングルスはキトソンとの4回戦まで進出し、オットー・フォン・ミュラーと組んだ男子ダブルスは2回戦で止まったが、ドロテア・ケーリングと組んだ混合ダブルスで金メダルを獲得した。ションブルクとケーリングは、決勝で地元スウェーデン人選手のグンナー・セッターウォール＆ジークリット・フィック組に 6-4, 6-0 のストレート勝ちを収めた。この時、ションブルクは27歳であった。
ドイツ人選手によるオリンピックテニス競技の金メダルは、第1回近代オリンピックの1896年アテネ五輪男子ダブルスで優勝したフリードリヒ・トラウン以来であるが、トラウンは個人参加者としてイギリス人選手のジョン・ピウス・ボーランドとの「混合チーム」を組んで金メダルを獲得した。そのため、ドイツ代表選手どうしの組み合わせによるテニスの金メダルはションブルクとケーリングが初めてになる。偉業達成から半世紀あまり後、ハインリヒ・ゲオルグ・ションブルクは1965年3月29日にザクセン州ケーニッヒシュタインにて79歳で死去した。